# Cuartel de Monteleón

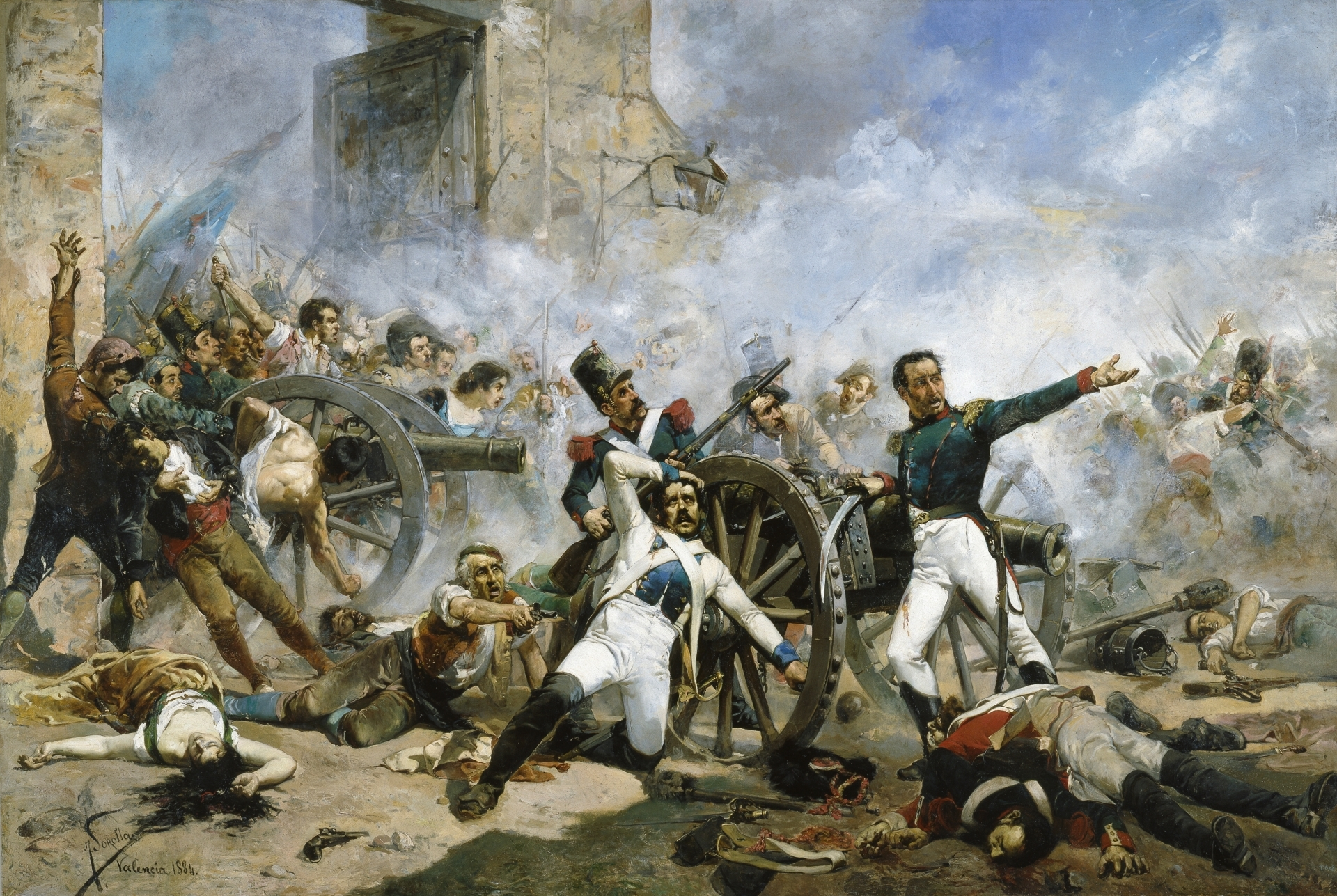
La defensa del parque de Monteleón, por Joaquín Sorolla.

El Cuartel de Monteleón o Parque de Artillería de Monteleón (y antes Palacio de Monteleón), se encontraba en el corazón del barrio de Maravillas de Madrid, ocupando un espacio urbano que luego fue modificado en la segunda mitad del siglo XIX. Allí combatieron los capitanes Luis Daoíz y Pedro Velarde y sus tenientes Jacinto Ruiz y Rafael Arango, al enfrentarse a las tropas francesas de ocupación, en la jornada del 2 de mayo de 1808.

## Historia
Construido en 1690, perteneció el primitivo palacio a los marqueses del Valle, duques de Monteleón y de Terranova (al parecer nietos de Hernán Cortés). Entre sus ilustres habitantes se contó la reina Isabel de Farnesio, ya viuda de Felipe V. El palacio, de estilo churrigueresco y rodeado de huertas y jardín fue famoso por la amplitud de su escalera (que llegó a compararse con la de El Escorial). Fue destruido por un incendio en 1723. En 1807 Manuel Godoy instaló allí el parque de artillería de Madrid que fue arrasado al año siguiente por la francesada tras el 2 de mayo.
A partir de 1868, derribados los restos del abandonado parque de artillería, se urbanizó el solar con una plaza dedicada al Dos de Mayo, en la que confluían o a la que circundaban un conjunto de calles dedicadas a personajes relacionados con los sucesos de 1808, las de Daoíz y Velarde (coincidiendo casi con las antiguas de San José y San Pedro), la breve calle del Dos de Mayo y las de Ruiz, Manuela Malasaña, Monteleón y otras periféricas como las de San Andrés, Divino Pastor o Galería de Robles.

### El arco del Parque de Artillería

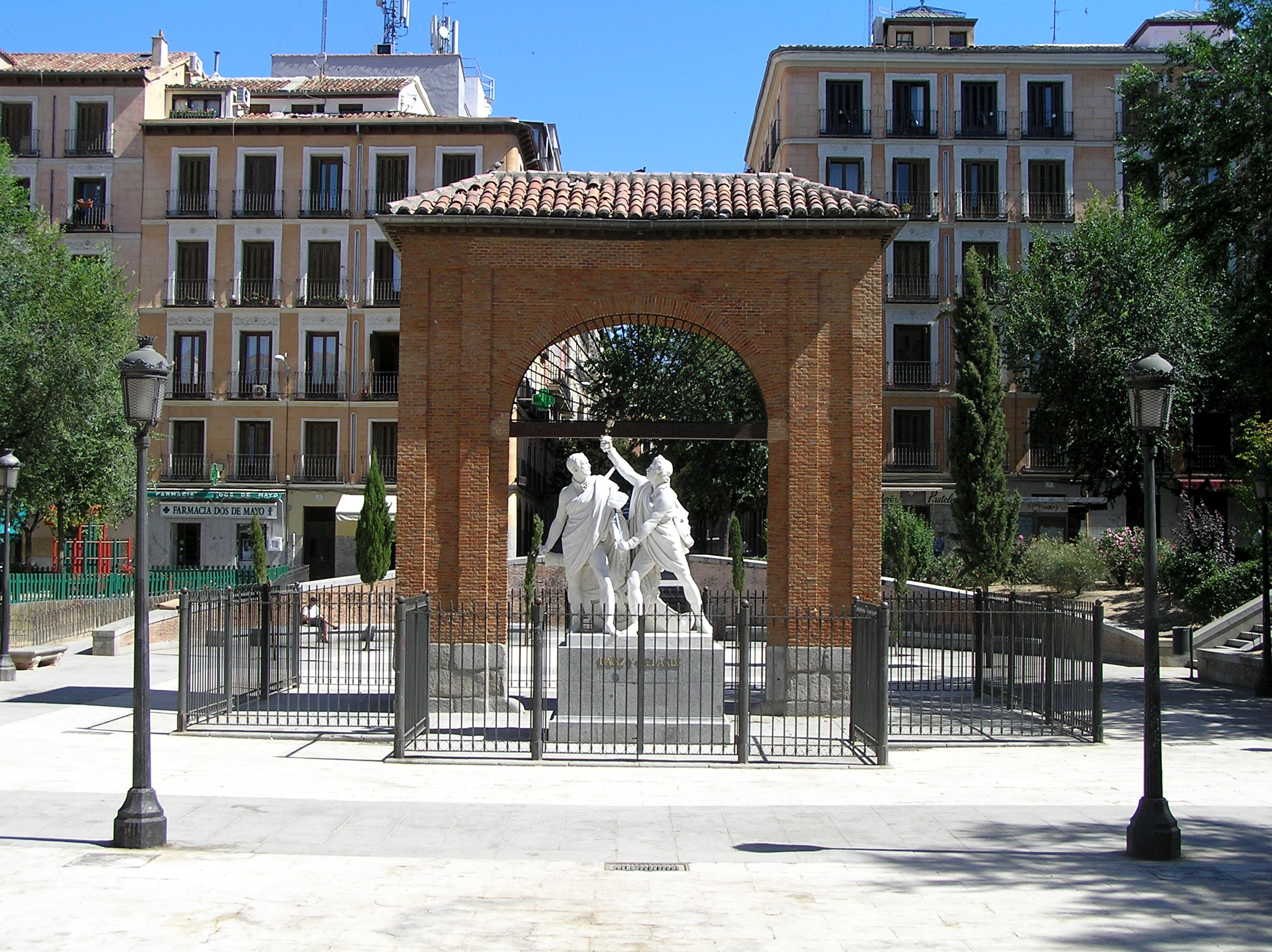
El arco de entrada al parque de artillería de Monteleón integrado en el monumento a Daoiz y Velarde en la Plaza del 2 de Mayo de Madrid.

En 1869 el arco del cuartel de Monteleón fue restaurado e integrado en el monumento a Daoíz y Velarde, embocando la escultura realizada por Antonio Solá en 1822, que antes estuvo en el parterre del Retiro y en el Museo de Escultura. En la ceremonia de su instalación en la plaza del Dos de Mayo en presencia de José de Nieulant y Sánchez Pleités, Marqués de Villamagna, entonces alcalde de Madrid, en la parte superior del conjunto había un cartelón cuyo texto era: "El Ayuntamiento de Madrid acordó adquirir este arco, entrada al parque viejo de artillería en memoria del inolvidable hecho del dos de mayo de 1808, y su propietario Don Antonio Menéndez Cuesta lo cedió gratuitamente como prueba de amor a su país".
En torno a 1880, se construyeron en las proximidades de Atocha los cuarteles de Daoíz y Velarde, cuya puerta de entrada era también un arco. En 2003, las instalaciones militares, ya abandonadas, fueron recuperadas en parte y como estandarte del proyecto de rehabilitación se erigió dicho arco.